# Phyllodonta succedens
Phyllodonta succedens är en fjärilsart som beskrevs av Walker 1860. Phyllodonta succedens ingår i släktet Phyllodonta och familjen mätare. Inga underarter finns listade i Catalogue of Life.